# موزه آذربایجان

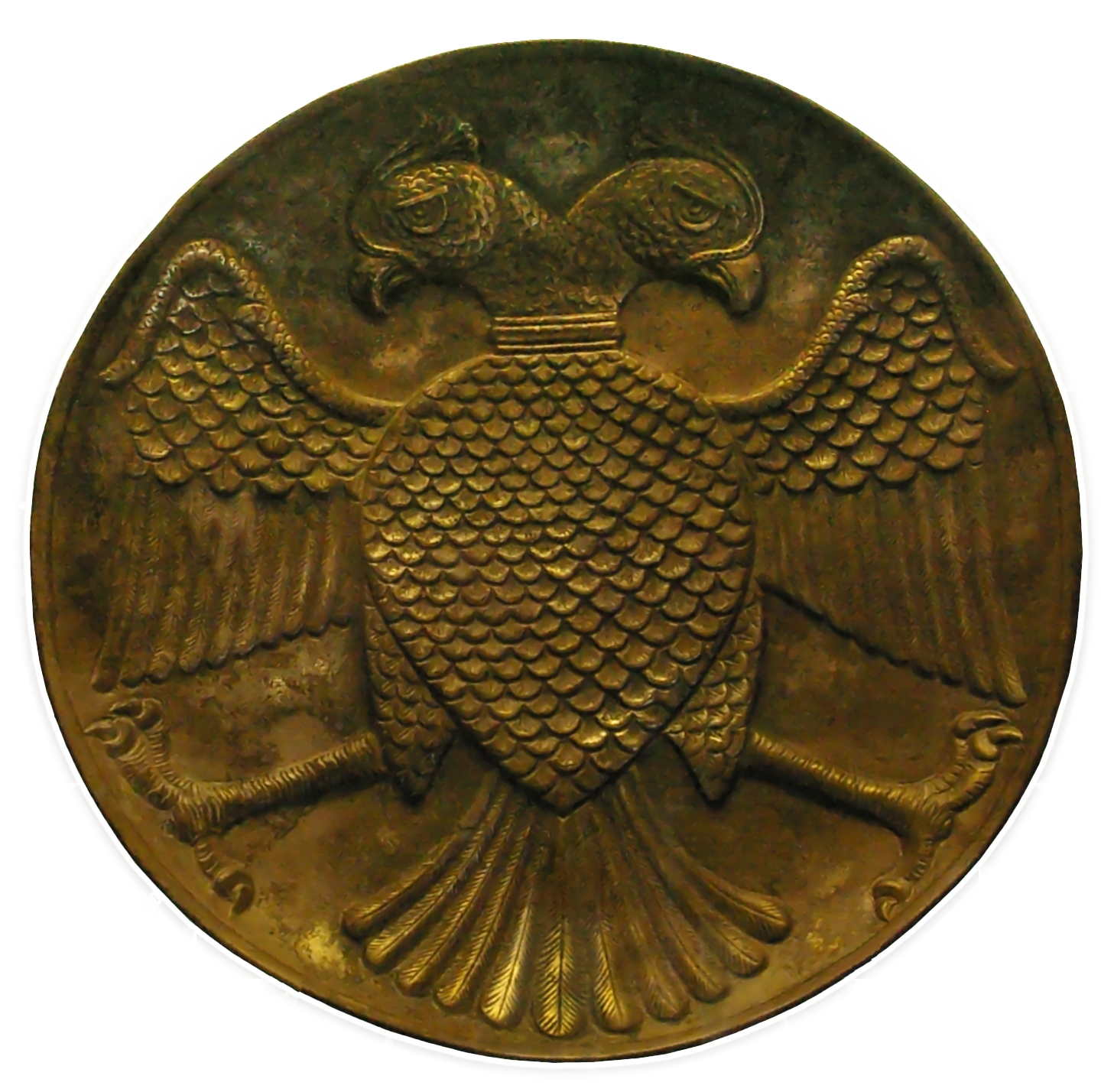
عقاب دو سر نماد سلجوقیان

موزهٔ آذربایجان یکی از مهم‌ترین موزه‌های ایران است که در شهر تبریز و در جوار مسجد کبود قرار گرفته‌است. در این موزه که به عنوان دومین موزه باستان‌شناسی ایران پس از موزه ملی ایران شناخته می‌شود، آثار تاریخی و هنری متعلق به تاریخ اسلامی و تاریخ پیش از اسلام به نمایش گذاشته شده‌اند. این موزه در تاریخ ۱۳۹۰/۱۰/۸ خورشیدی به شمارهٔ ۳۰۵۶۴ در فهرست آثار ملی ایران به ثبت رسیده‌است. آندره گدار، باستان‌شناس فرانسوی، نقشهٔ تنظیمی بنای موزهٔ آذربایجان را با الهام از معماری محلی در آذربایجان ایران تهیه نموده و اسماعیل دیباج، رئیس وقت ادارهٔ فرهنگ تبریز، آن را ترسیم نموده‌است.
به همت و سفارش اولین رئیس موزه آذربایجان پس از انقلاب ادیب و شاعر فرهیخته استاد مرحوم حسین حسینچی
مجسمه‌های طبقه زیر زمین به دست استاد احد حسینی ساخته شد.

## پیش‌زمینه
در سال‌های ۱۳۰۶ و ۱۳۰۷ خورشیدی به دست رضاشاه کبیر نمایشگاهی از سکه‌های تاریخی تبریز در کتابخانهٔ تربیت برقرار شد. در پی همین نمایشگاه طرح تأسیس موزهٔ آذربایجان در این شهر مطرح گردید. با این حال اجرای طرح بنای موزه آذربایجان مدت‌ها به طول انجامید. در این سال‌های آثار تاریخی و هنری کماکان در تبریز به نمایش گذاشته می‌شد. در یکی از مهم‌ترین این نمایشگاه‌ها در سال ۱۳۳۶ خورشیدی، ۲۰۲ عدد اثر تاریخی متعلق به موزهٔ ایران باستان به تبریز فرستاده شد تا در کتابخانهٔ ملی این شهر به نمایش گذاشته شود. بعدها نیز آثار و اشیای تاریخی تبریز در دبیرستان نجات این شهر نگهداری شده و به نمایش درمی‌آمدند. سرانجام در اردیبهشت ۱۳۳۷ خورشیدی بنای موزهٔ آذربایجان آغاز شد و این موزه به‌طور رسمی در سال ۱۳۴۱ خورشیدی به دست محمدرضاشاه پهلوی به بهره‌برداری رسید.

## سالن‌ها
موزهٔ آذربایجان از ۳ سالن به متراژ ۸۰۰ متر مربع و سالن مخصوص نمایش سکه‌ها و مهرهای تاریخی ایران در طبقهٔ اول تشکیل یافته‌است.

### طبقه همکف

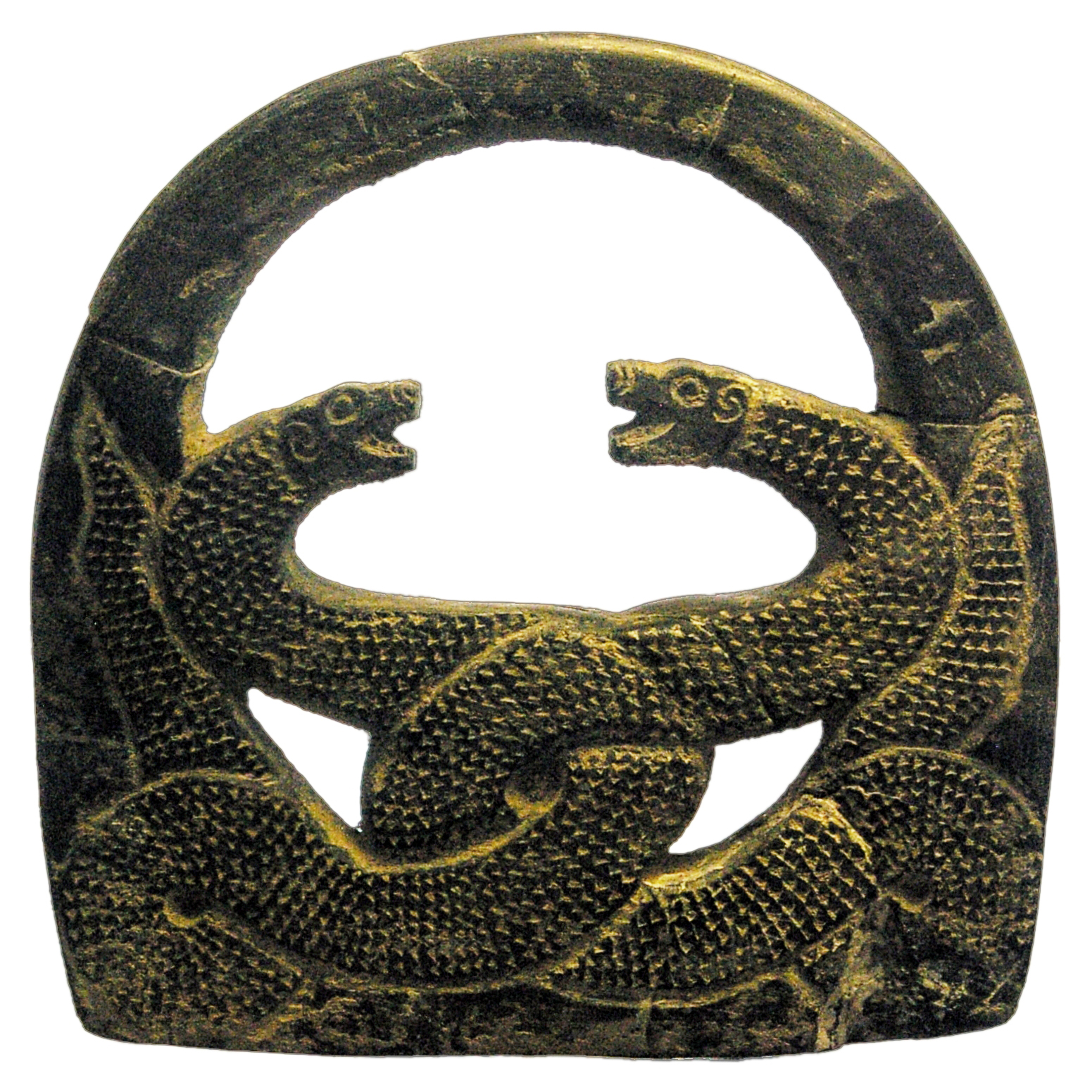
سنگ معدنی سرپانتین؛ متعلق به هزارهٔ سوم پیش از میلاد.

در طبقهٔ همکف موزهٔ آذربایجان، آثار و اشیای تاریخی مربوط به دوران پیش از تاریخ و دوران پیش از اسلام گردآوری شده‌اند که سفال‌های مربوط به تپهٔ اسماعیل‌آباد با هفت هزار سال قدمت، از تاریخی‌ترین آثار این بخش به‌شمار می‌روند. قدمت سنگ‌های معدنی «سرپانتین» که در جیرفت یافته شده‌اند نیز به دوران پیش از تاریخ می‌رسد؛ بر روی این سنگ‌ها تصاویری از گیاهان و حیوانات گوناگون نقش بسته‌است. همچنین مجسمهٔ الههٔ زن که در رستم‌آباد گیلان یافته شده، سه هزار سال قدمت دارد؛ این مجسمه ارزش زن را در دوران ایران باستان به تصویر کشیده‌است. ریتون‌های مربوط به دو تا سه هزار سال پیش نیز در این موزه نگهداری می‌شوند.
اجساد مرد و زنی که مربوط به سه هزار سال پیش هستند در سال ۱۳۷۸ خورشیدی و در پیرامون مسجد کبود یافت شده‌است. این اجساد از بقایای گورستان سه هزار ساله‌ای محسوب می‌شوند که برای بازدید عموم به موزه آذربایجان انتقال یافته‌اند. سنگ بسم‌الله اثر محمدعلی قوچانی نیز در انتهای سالن طبقه همکف قرار گرفته‌است. چهار قسمت از این سنگ پنج‌قسمتی قاب آن و یک قسمت باقی‌مانده نیز متن آن است.

### طبقه اول

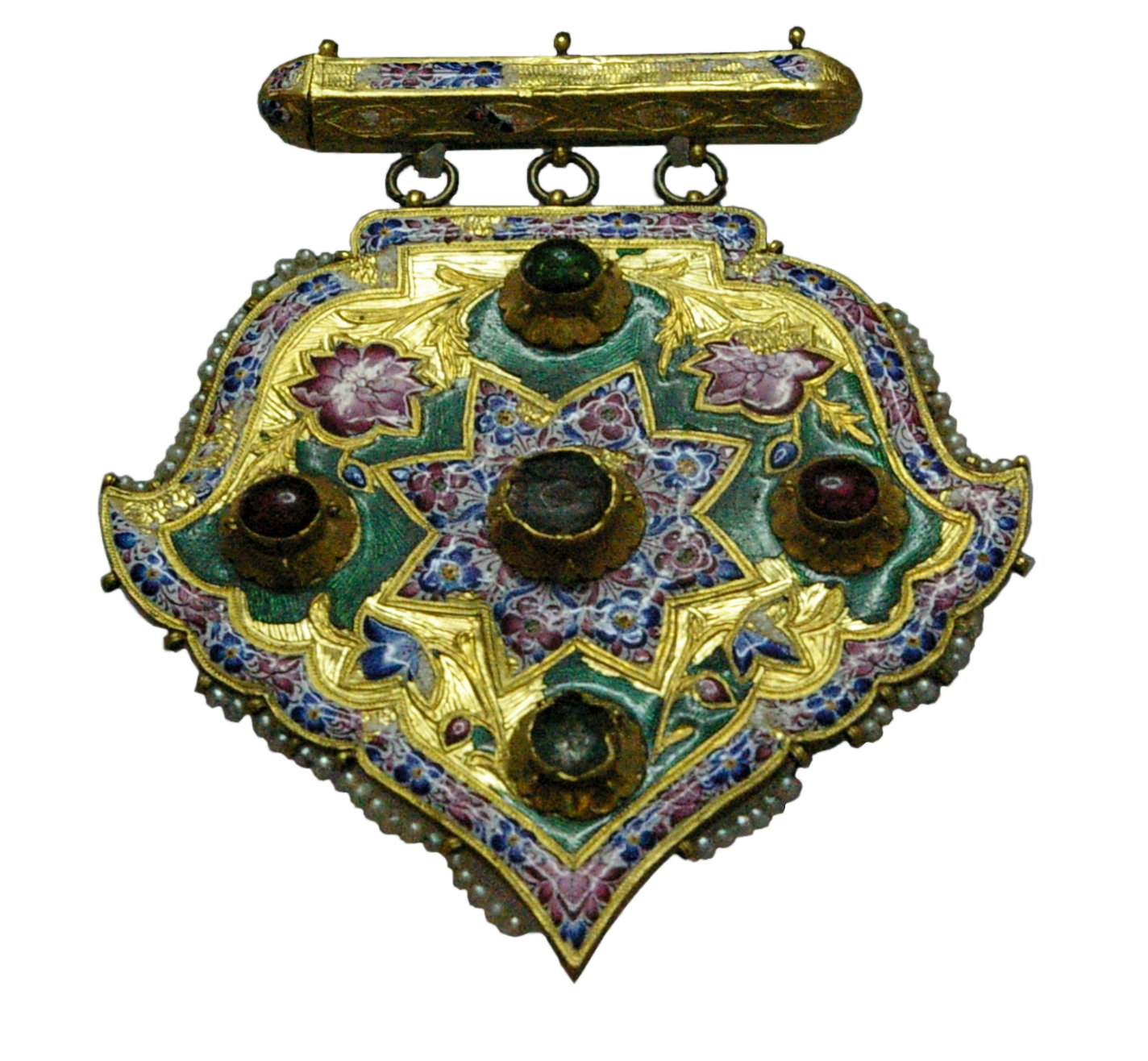
جواهر؛ متعلق به دورهٔ قاجار.

قدیمی‌ترین آثار طبقهٔ اول موزهٔ آذربایجان مربوط به سدهٔ چهارم هجری و شهر نیشابور است که از مهم‌ترین ویژگی‌های آن‌ها می‌توان به استفاده از خط کوفی، استفاده نقش‌های اسلیمی و استفاده از لعاب سفید در این آثار اشاره کرد. ظروف سفالی مربوط به دورهٔ ایلخانان و قفل رمزی مربوط به سدهٔ ششم هجری نیز از دیگر آثار تاریخی این بخش محسوب می‌گردند.
در سالن سکه‌ها و مهرهای تاریخی ایران نیز قدیمی‌ترین سکه‌های ضرب‌شده در ایران از دورهٔ هخامنشیان تا دورهٔ قاجاریان به نمایش درآمده‌اند. همچنین نمونه‌هایی از مهرهای تاریخی ایران در این بخش قرار گرفته‌اند.

### طبقه زیرزمین
مجسمه‌های ساخته‌شده توسط احد حسینی در طبقهٔ زیرزمین موزهٔ آذربایجان نگهداری می‌شوند. این مجسمه‌ها دید عمیقی نسبت به سرگذشت و اخلاق انسان در طول سده‌های گذشته -به خصوص سدهٔ بیستم- دارند.
این مجسمه‌ها بعد از انقلاب و به همت و سفارش اولین رئیس موزه آذربایجان ادیب و شاعر فرهیخته استاد مرحوم حسین حسینچی در طبقه زیر زمین موزه ساخته شدند.
بخش سنگ‌نگاره‌های تاریخی، جدیدترین بخش موزهٔ آذربایجان است که در طبقهٔ زیرزمین این موزه قرار گرفته‌است. در این بخش مجموعه‌ای از پیکره‌های انسانی، سنگ گورها، سنگ‌های کتیبه‌دار، قوچ‌های سنگی و مجسمه‌های سنگی به نمایش گذاشته شده‌اند.

## نگارخانه

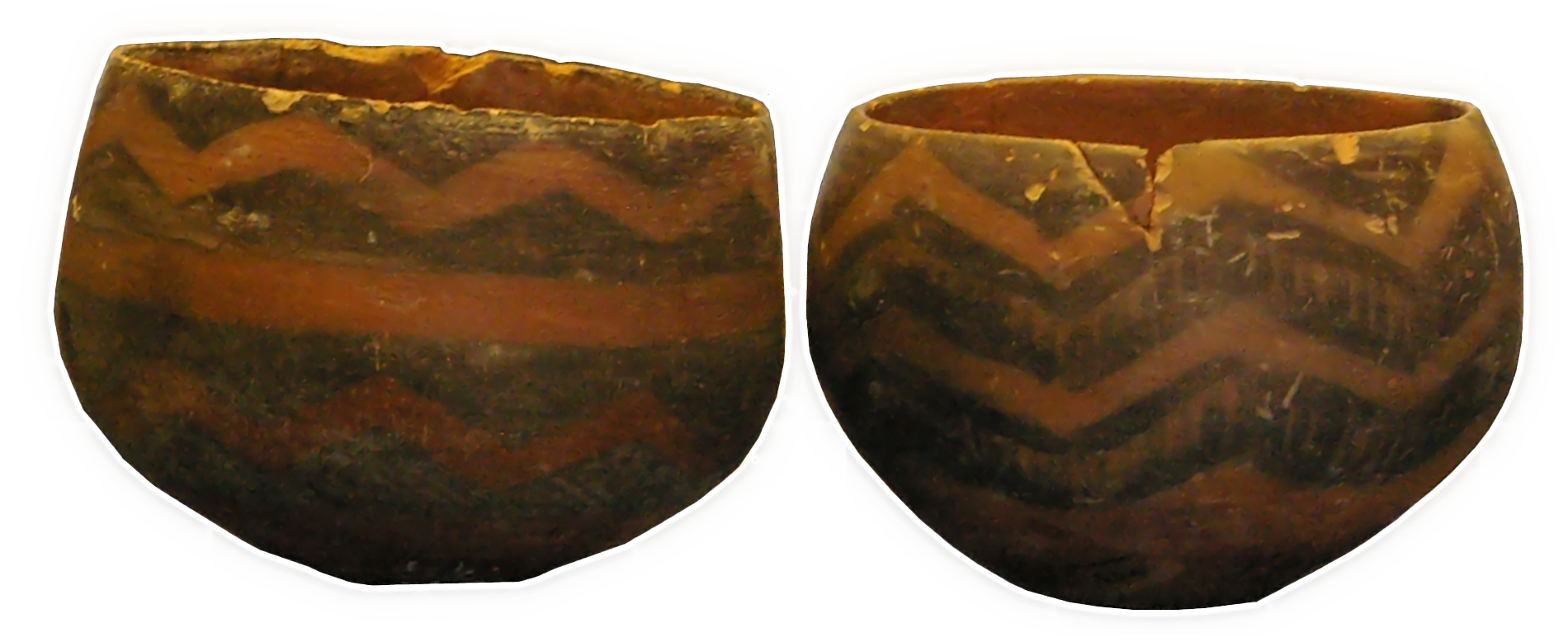
سفالینه؛ متعلق به هزارهٔ پنجم پیش از میلاد.
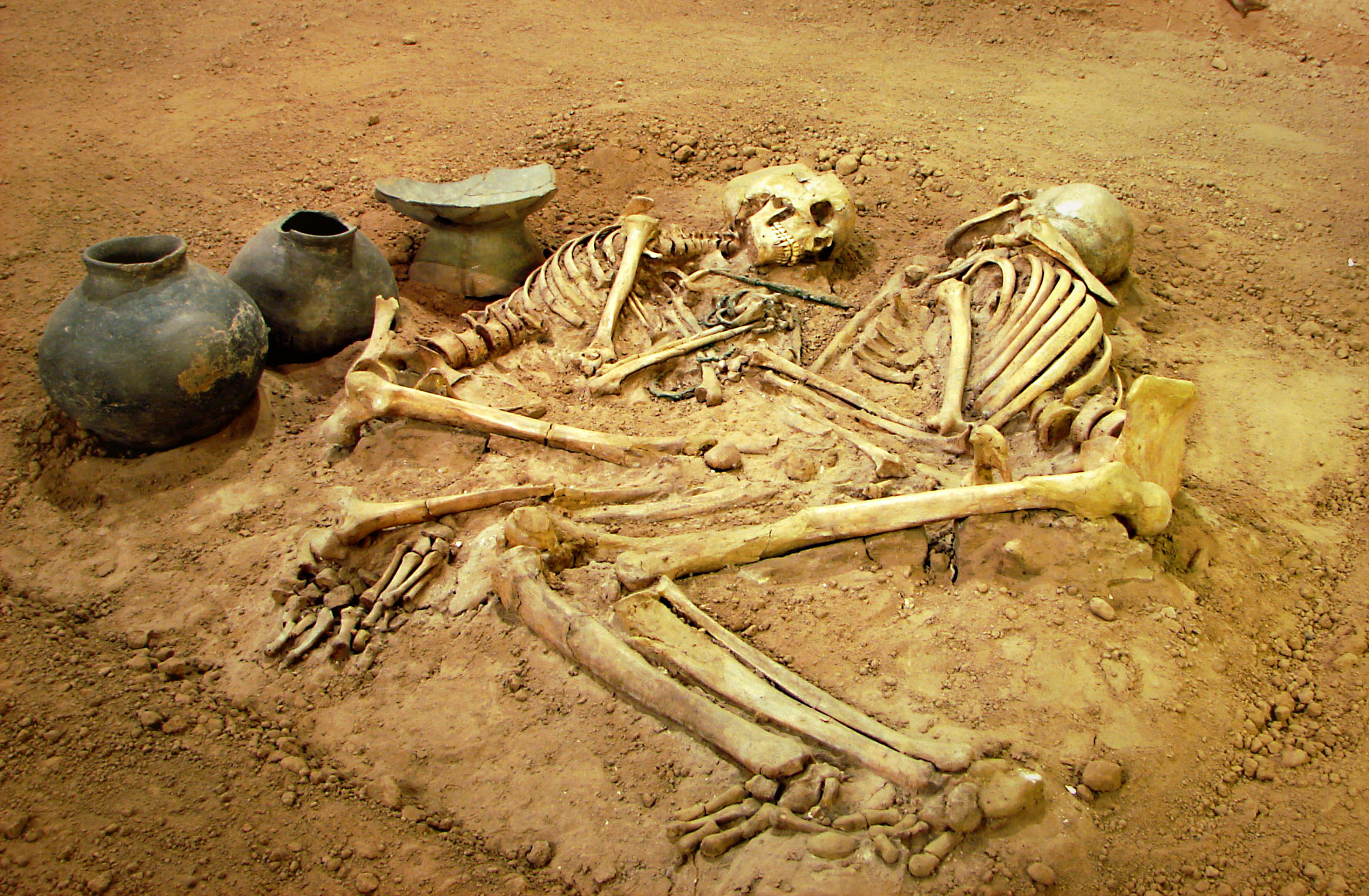
اجساد مرد و زن؛ متعلق به عصر حجر.
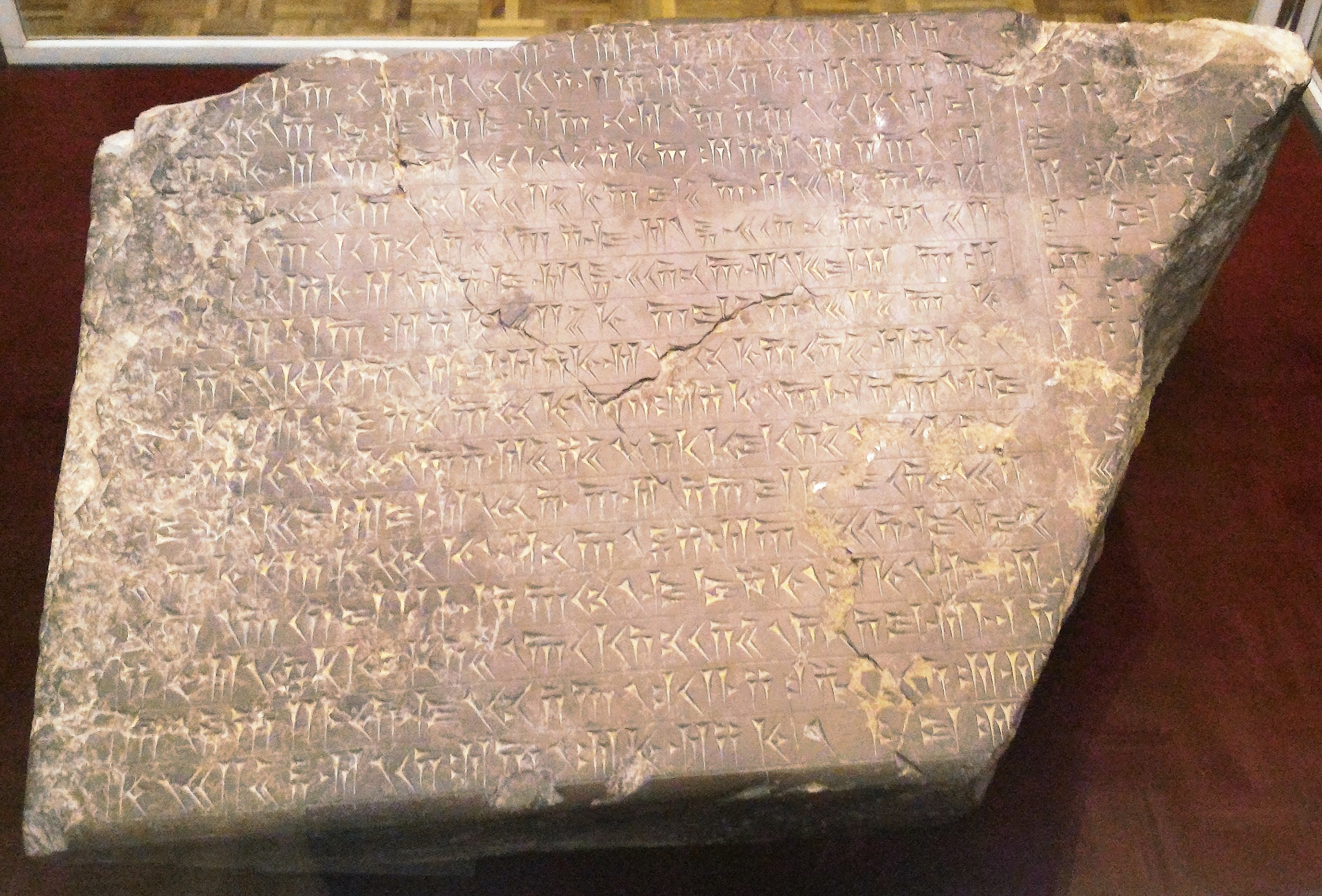
کتیبه هخامنشی.
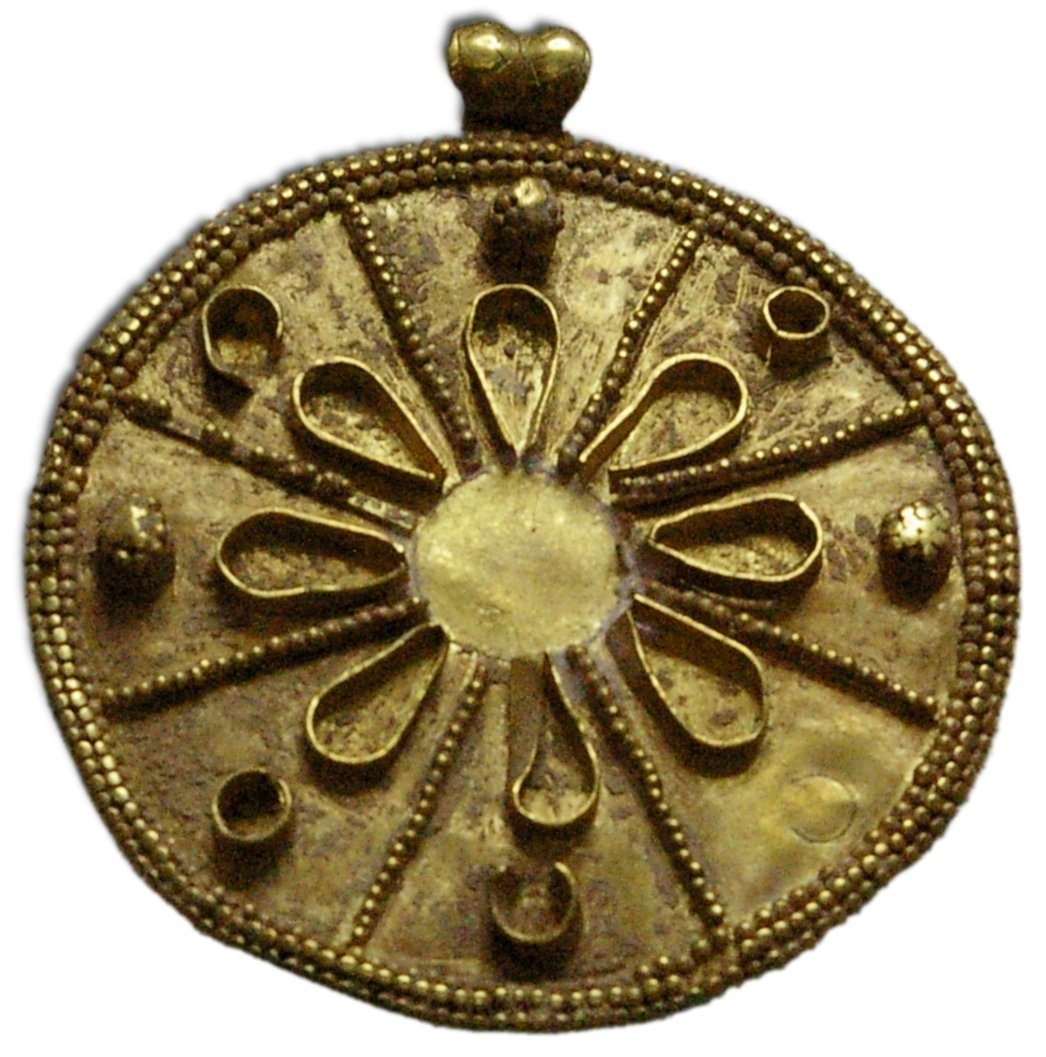
جواهر؛ متعلق به هزارهٔ اول پیش از میلاد.
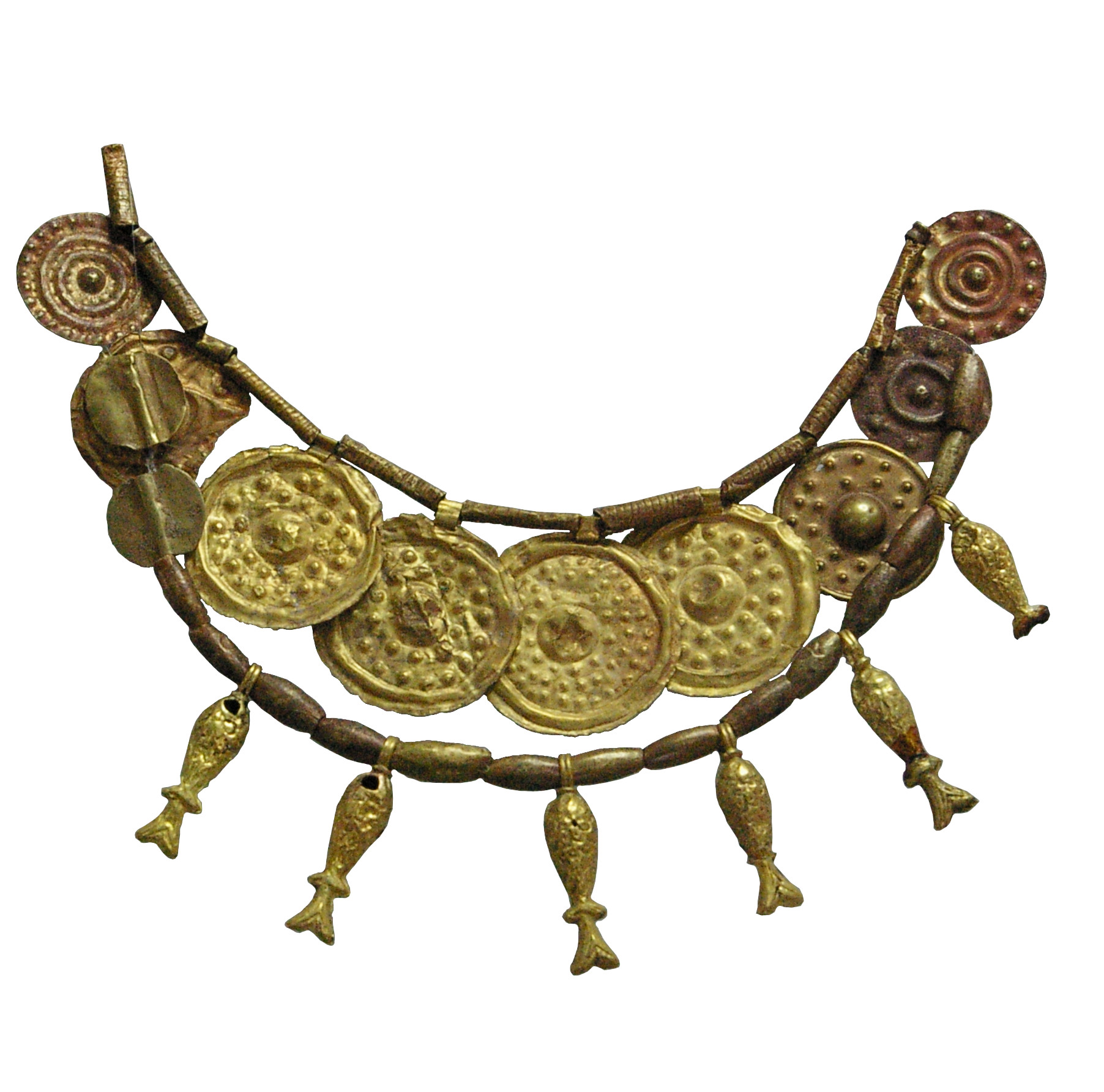
جواهر؛ متعلق به هزارهٔ اول پیش از میلاد.
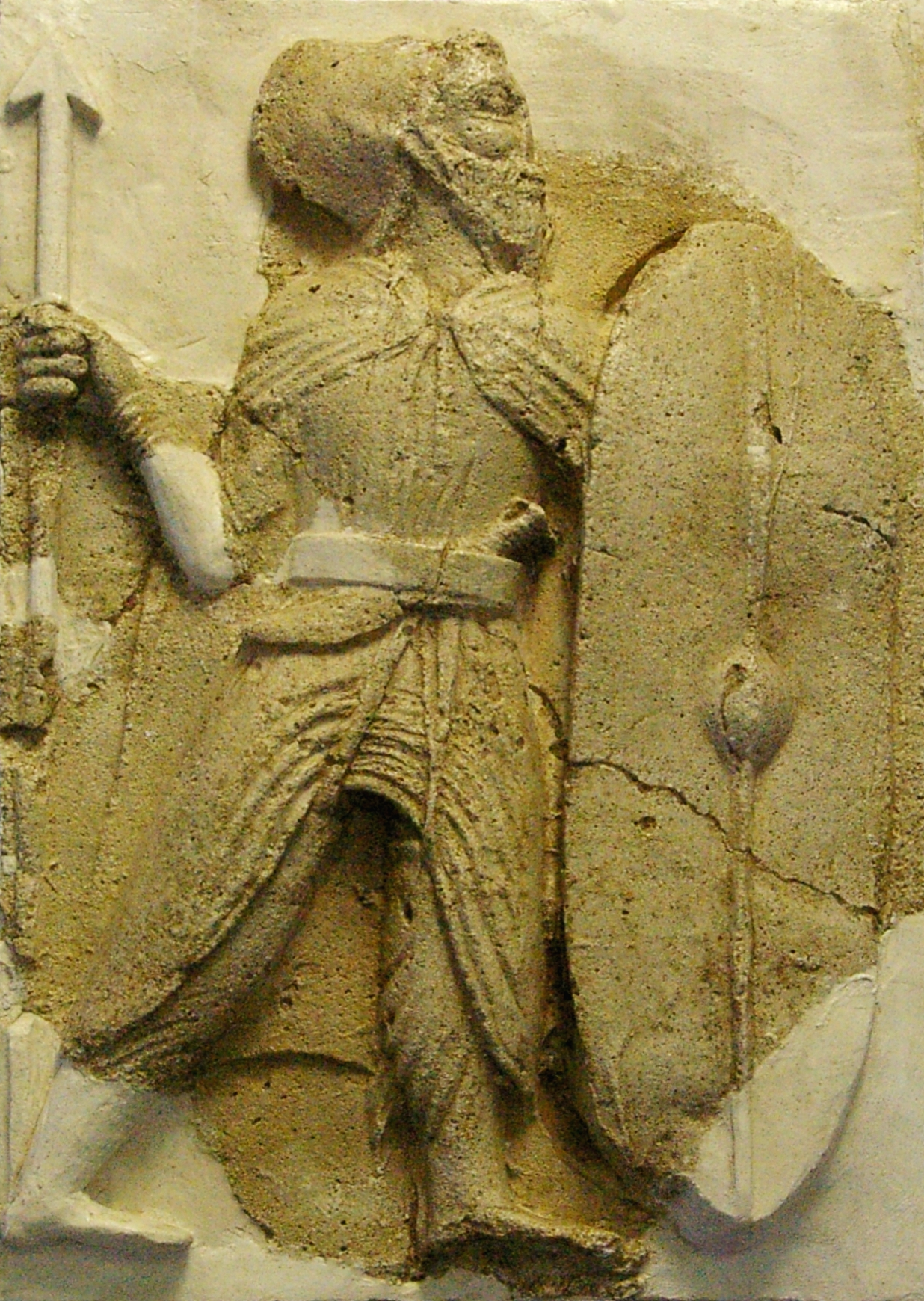
مربوط به قلعهٔ ضحاک؛ متعلق به دورهٔ اشکانیان.
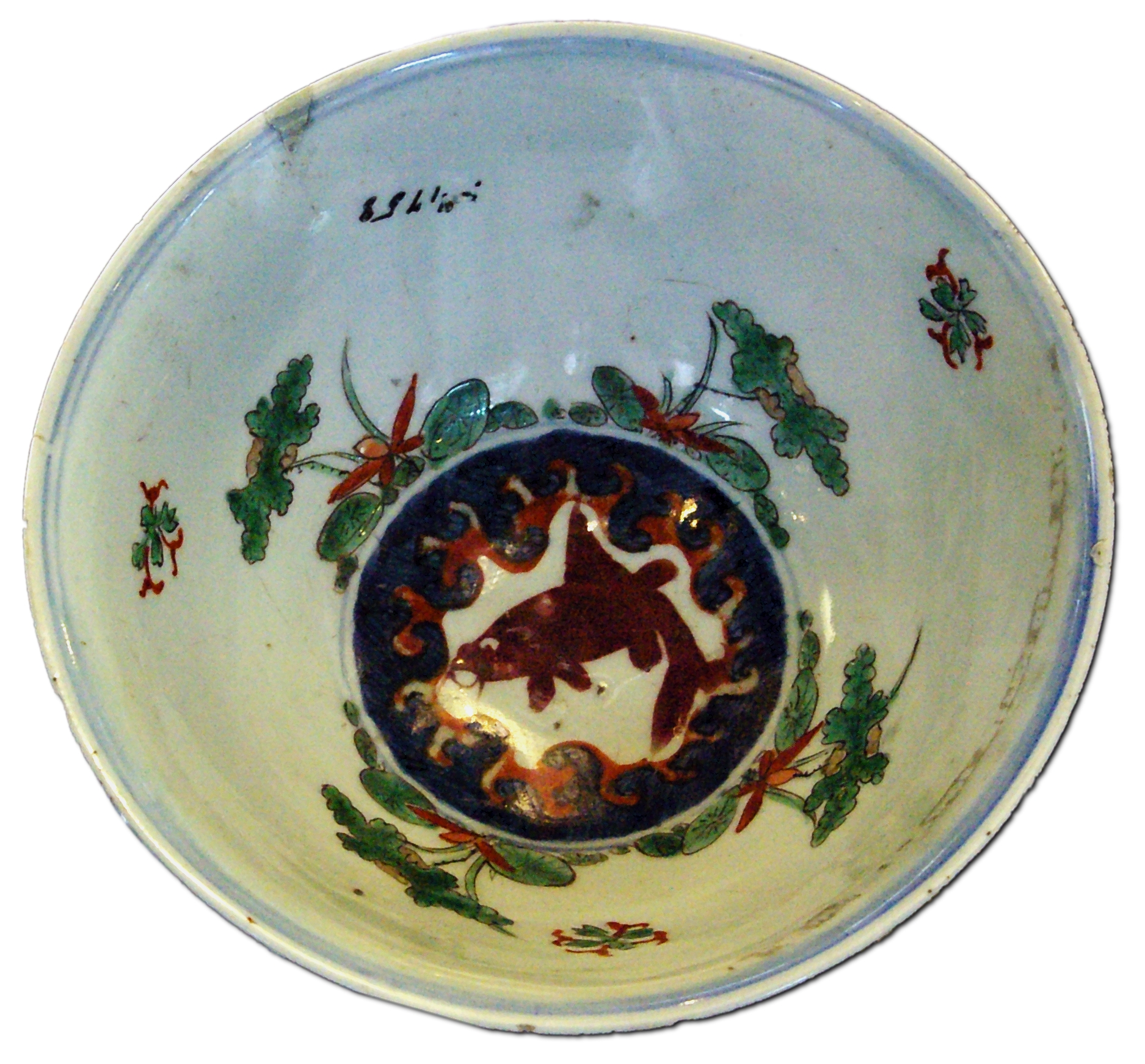
ظرف چینی؛ متعلق به دورهٔ صفویان.
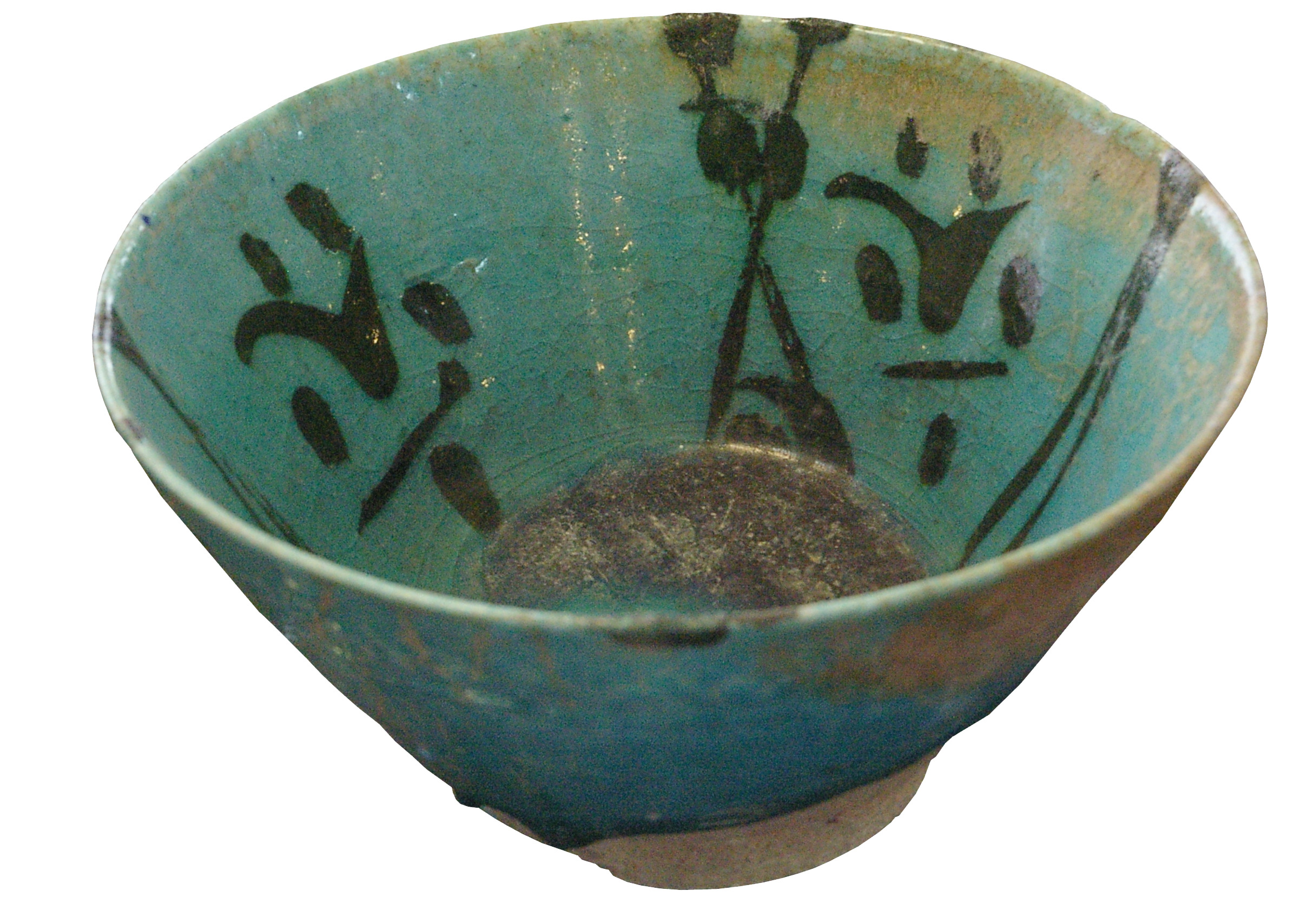
سرامیک؛ متعلق به سدهٔ سیزدهم.
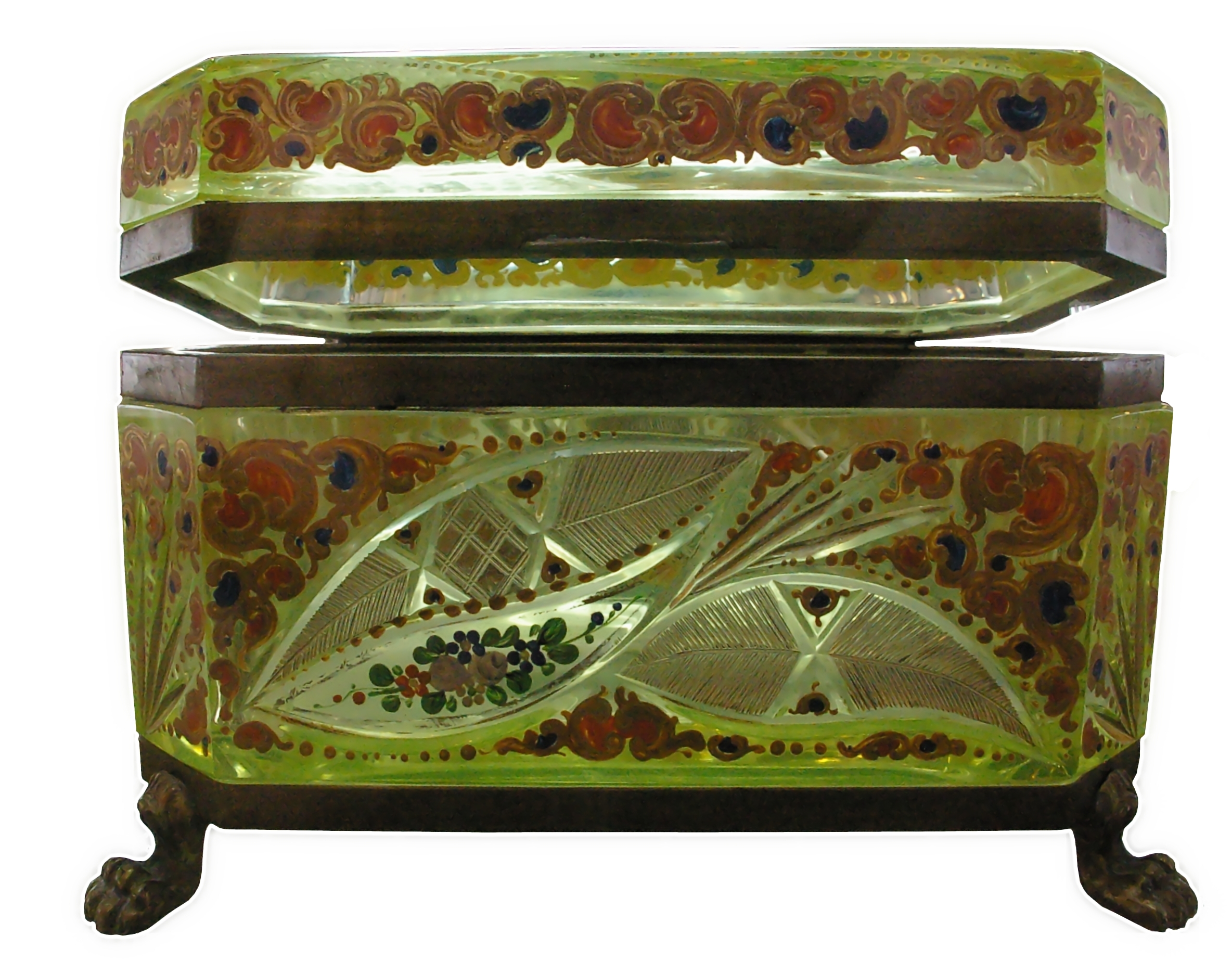
جعبهٔ جواهر؛ متعلق به دورهٔ قاجار.
مجسمهٔ بیچارگان؛ اثر احد حسینی.
پیکره دیگری از آثار احد حسینی در موزه آذربایجان.
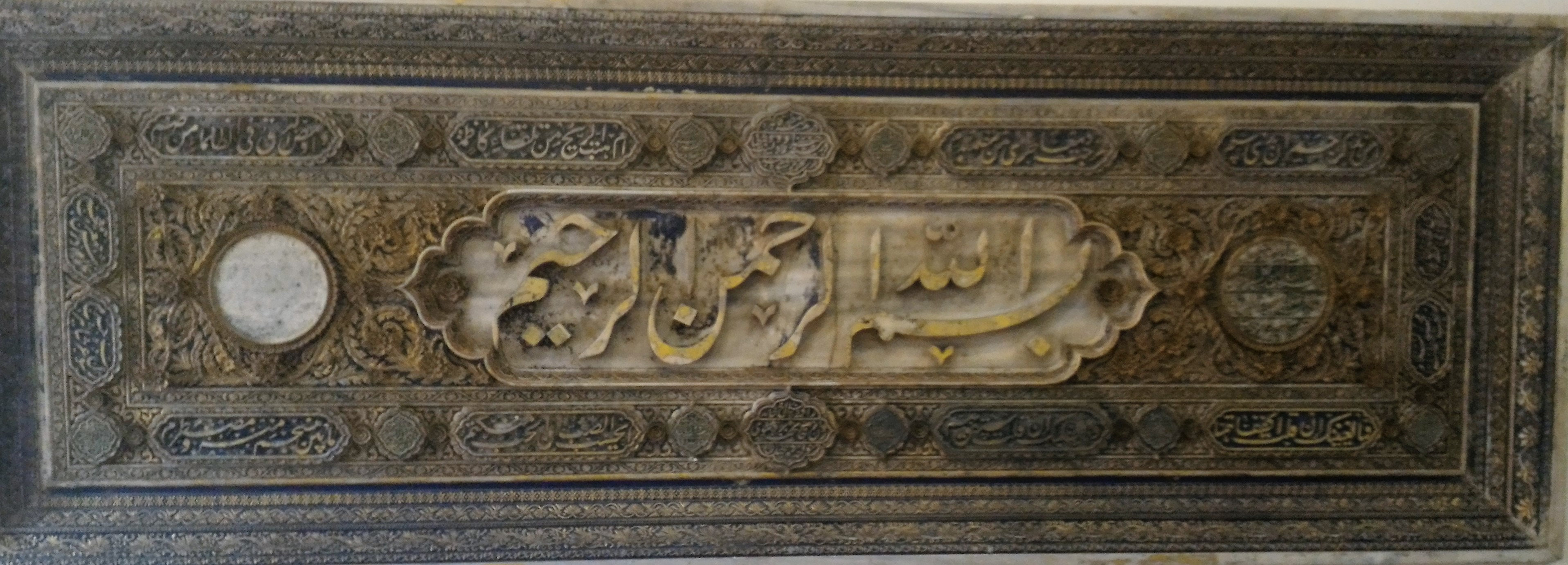
نمایی از سنگ بسم‌الله در موزه آذربایجان.
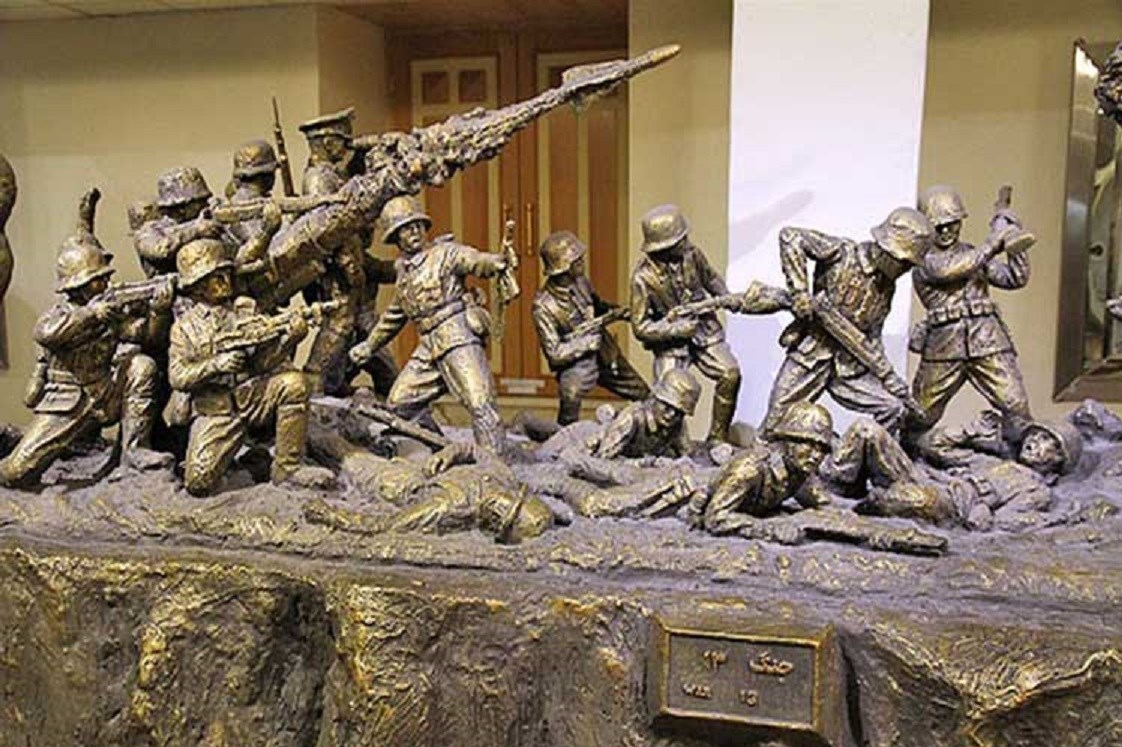